# Kuhmo kyrka
Kuhmo kyrka (finska: Kuhmon kirkko) är en kyrka som ligger i staden Kuhmo i östra delen av Finland.

## Kyrkobyggnaden
Träkyrkan i nyklassicistisk stil uppfördes år 1816 efter ritningar av arkitekt Jacob Rijf. Ett fristående klocktorn, väster om kyrkan, uppfördes år 1831. År 1940 skadades kyrkan svårt av bombningarna under vinterkriget. Åren 1950-1951 återuppbyggdes kyrkan till sitt tidigare utseende.

## Inventarier
- Altartavlan, med motivet Kristi uppståndelse, är målad år 1951 av Toivo Gideon Tuhkanen.
- År 1999 tillkom en orgel med 38 stämmor tillverkad av Sotkamon Urkurakentajat Oy.